# Maillé (Viena)
Maillé és un municipi francès situat al departament de la Viena i a la regió de la Nova Aquitània. L'any 2007 tenia 552 habitants.

## Demografia

### Població
El 2007 la població de fet de Maillé era de 552 persones. Hi havia 196 famílies de les quals 34 eren unipersonals (19 homes vivint sols i 15 dones vivint soles), 60 parelles sense fills, 83 parelles amb fills i 19 famílies monoparentals amb fills.
La població ha evolucionat segons el següent gràfic:
Habitants censats

### Habitatges
El 2007 hi havia 222 habitatges, 205 eren l'habitatge principal de la família, 4 eren segones residències i 13 estaven desocupats. 220 eren cases i 1 era un apartament. Dels 205 habitatges principals, 159 estaven ocupats pels seus propietaris, 44 estaven llogats i ocupats pels llogaters i 2 estaven cedits a títol gratuït; 5 tenien dues cambres, 19 en tenien tres, 59 en tenien quatre i 122 en tenien cinc o més. 160 habitatges disposaven pel capbaix d'una plaça de pàrquing. A 60 habitatges hi havia un automòbil i a 134 n'hi havia dos o més.

### Piràmide de població
La piràmide de població per edats i sexe el 2009 era:
| Homes | Edats   | Dones |
| ----- | ------- | ----- |
| 0     | 95 o +  | 0     |
| 0     | 90 a 94 | 8     |
| 8     | 85 a 89 | 4     |
| 0     | 80 a 84 | 0     |
| 8     | 75 a 79 | 12    |
| 12    | 70 a 74 | 8     |
| 4     | 65 a 69 | 16    |
| 16    | 60 a 64 | 0     |
| 8     | 55 a 59 | 16    |
| 8     | 50 a 54 | 12    |
| 8     | 45 a 49 | 12    |
| 32    | 40 a 44 | 12    |
| 16    | 35 a 39 | 16    |
| 16    | 30 a 34 | 16    |
| 16    | 25 a 29 | 8     |
| 8     | 20 a 24 | 12    |
| 20    | 15 a 19 | 12    |
| 12    | 10 a 14 | 28    |
| 8     | 5 a 9   | 24    |
| 4     | 0 a 4   | 12    |

## Economia
El 2007 la població en edat de treballar era de 335 persones, 288 eren actives i 47 eren inactives. De les 288 persones actives 267 estaven ocupades (149 homes i 118 dones) i 22 estaven aturades (6 homes i 16 dones). De les 47 persones inactives 12 estaven jubilades, 16 estaven estudiant i 19 estaven classificades com a «altres inactius».

### Ingressos
El 2009 a Maillé hi havia 217 unitats fiscals que integraven 590,5 persones, la mediana anual d'ingressos fiscals per persona era de 15.930 €.

### Activitats econòmiques
Dels 13 establiments que hi havia el 2007, 1 era d'una empresa de fabricació de material elèctric, 7 d'empreses de construcció, 2 d'empreses de comerç i reparació d'automòbils, 1 d'una empresa immobiliària i 2 d'empreses de serveis.
Dels 6 establiments de servei als particulars que hi havia el 2009, 3 eren paletes, 1 guixaire pintor i 2 fusteries.
L'any 2000 a Maillé hi havia 21 explotacions agrícoles que ocupaven un total de 1.218 hectàrees.

## Equipaments sanitaris i escolars
El 2009 hi havia una escola elemental integrada dins d'un grup escolar amb les comunes properes formant una escola dispersa.

## Poblacions més properes
El següent diagrama mostra les poblacions més properes.